# Włóczno
Włóczno (niem. Achthuben) – dawna wieś, obecnie część wsi Szybowice w Polsce położona w województwie opolskim, w powiecie prudnickim, w gminie Prudnik. Historycznie leży na Górnym Śląsku, na ziemi prudnickiej. Przepływa przez nią struga Potoczyna.
W latach 1975–1998 część wsi położona była w województwie opolskim.

## Historia

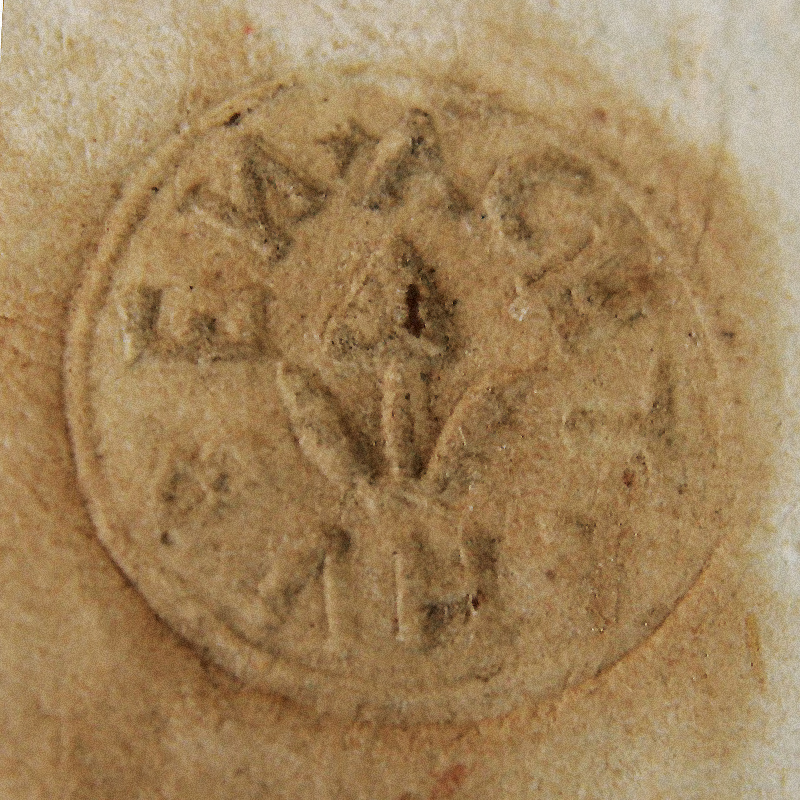
Pieczęć Włóczna (1723)

Pierwsze wzmianki o Włócznie pochodzą z 1561. Według relacji dawnych mieszkańców wsi, nazwa miejscowości miała pochodzić od zajęć jakie wykonywali jej mieszkańcy – uprawiali len i konopie, czesali, przędli i sprzedawali włóczkę na targach w Prudniku oraz w Szybowicach.
Wieś była zamieszkiwana w większości przez katolików. W drugiej połowie XVII wieku panią dziedziczną Włóczna była Helena Polixena von Smeskal z domu Betsch z Piskorzowa. Przekazała ona wieś zakonowi bożogrobców w Nysie. Do 1742 wieś należała do powiatu sądowego prudnickiego w Monarchii Habsburgów. Po I wojnie śląskiej znalazła się w granicach Królestwa Prus i weszła w skład powiatu prudnickiego w prowincji Śląsk.

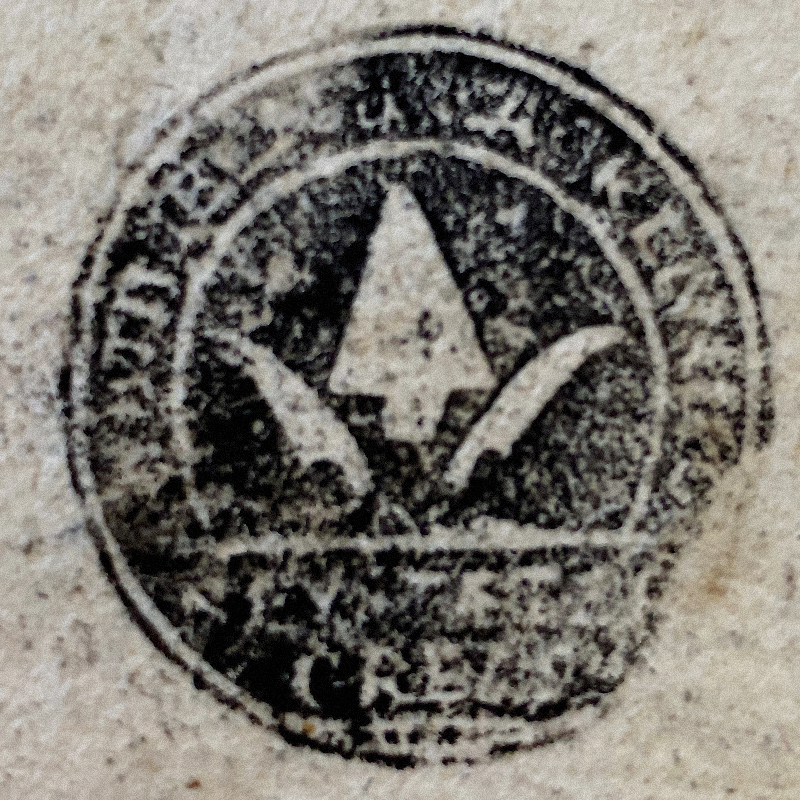
Pieczęć Włóczna (1809)

Wieś była własnością zakonną do 1810, kiedy to doszło do sekularyzacji majątków klasztornych na terytorium ówczesnego Królestwa Pruskiego. Dwa lata później, w 1812, król Fryderyk Wilhelm III Pruski przekazał Włóczno marszałkowi Gebhardowi Leberechtowi von Blücher. W listopadzie tego samego roku, Blücher wydzierżawił Trzebinę, Miłowice, Wierzbiec i Włóczno Jerzemu Hübnerowi. Swoje posiadłości, wraz z Włócznem, sprzedał w 1817 Franzowi Hübnerowi. Wieś posiadała swoją własną pieczęć, która przedstawiała lemiesz pługa w słup, a po jego obu stronach ostrza kosy w skos.

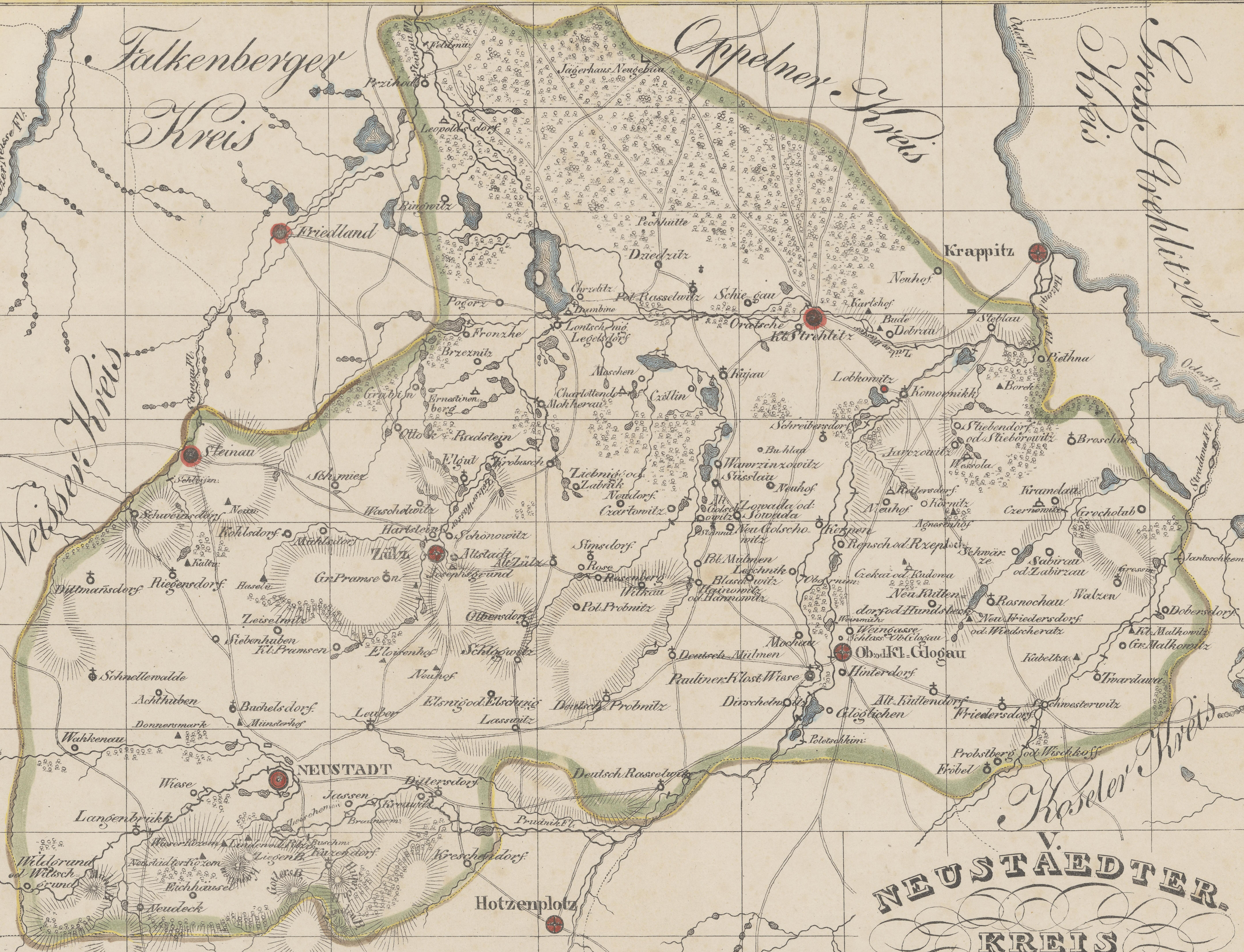
Włóczno (Achthuben) wśród miejscowości ziemi prudnickiej na mapie z XIX wieku

Włóczno należało do obszaru parafialnego kościoła ewangelickiego w Szybowicach, i pozostało w nim po podziale parafii w 1902. Od 1896 miejscowi katolicy należeli do parafii św. Anny w Niemysłowicach. Na przełomie XIX i XX wieku we Włócznie wybudowana została szkoła, do której uczęszczało 24 dzieci. Przy szkole była utworzona drużyna piłki palantowej. Wieś liczyła około trzydziestu gospodarstw. Najbogatszym gospodarzem we Włócznie był Florian Hoheisel. Około 1890 nabył znaczną ilość ziemi i stał się majętnym człowiekiem. Należała do niego nosząca jego nazwisko karczma „Hoheisel” (dom nr 213), w której odbywały się wiejskie zabawy, wesela i zebrania mieszkańców Włóczna, a także był w niej sklep mięsny. W 1899 Florian Hoheisel wraz ze swoją małżonką Marią (z domu Michalke) ufundował we Włócznie kaplicę.

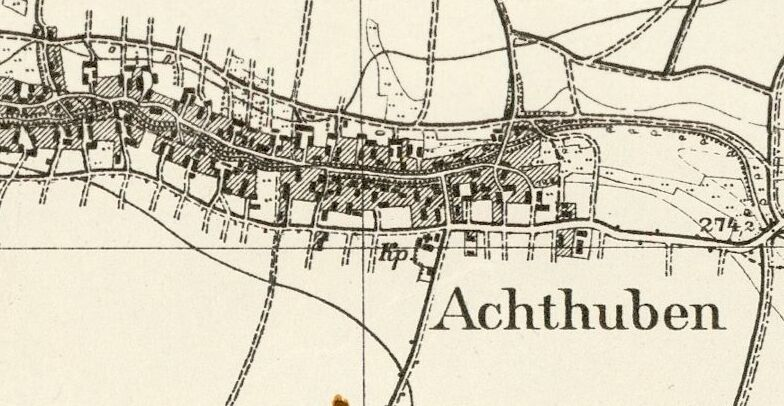
Włóczno na mapie z 1930

W 1885 w miejscowości mieszkało 366 osób, a w 1933 – 243 osoby. Według spisu ludności z 1 grudnia 1910, na 284 mieszkańców Włóczna 283 posługiwało się językiem niemieckim, a 1 językiem polskim. W 1921 w zasięgu plebiscytu na Górnym Śląsku znalazła się tylko część powiatu prudnickiego. Włóczno znalazło się po stronie zachodniej, poza terenem plebiscytowym.
1 kwietnia 1939 Włóczno zostało włączone do Szybowic. W czasie II wojny światowej, Włóczno zostało zajęte w nocy z 18 na 19 marca 1945 przez czołgi 93 Samodzielnej Brygady Pancernej Armii Czerwonej. Mieszkańcy Włóczna uciekli w momencie, w którym wyraźnie słyszalne stały się odgłosy wybuchów i wystrzałów od strony Niemysłowic i Rudziczki. Żołnierze Volkssturmu zniszczyli Panzerfaustem jeden radziecki czołg we Włócznie. 20 marca niemieckie oddziały przeprowadziły trzy nieudane kontrataki na Włóczno. W miejscowości zostały skoncentrowane oddziały 245 Dywizji Strzeleckiej pod dowództwem Władimira Rodionowa, a następnie przeniesiono do niej dowództwo 92 Dywizji. Na cmentarzu żołnierzy Armii Czerwonej w Kędzierzynie-Koźlu odnotowano informację o trzech żołnierzach poległych we Włócznie.
Od marca do maja 1945 powiat prudnicki znajdował się pod kontrolą radzieckiej komendantury wojskowej. 11 maja 1945 polska administracja przejęła władzę cywilną w powiecie prudnickim. Wówczas we Włócznie została osiedlona część polskich repatriantów z Kresów Wschodnich. Niemieckojęzyczna ludność została wysiedlona na zachód. 1 czerwca 1948 ustalono polską nazwę miejscowości – Włóczno.
Jako integralna część Szybowic, w latach 1945–1950 Włóczno należało do województwa śląskiego, a od 1950 do województwa opolskiego. W latach 1945–1954 należało do gminy Moszczanka, a w latach 1954–1972 do gromady Szybowice.

## Liczba mieszkańców wsi
- 1871 – 357[31]
- 1885 – 366[32]
- 1905 – 299[33]
- 1933 – 243[19]

## Zabytki

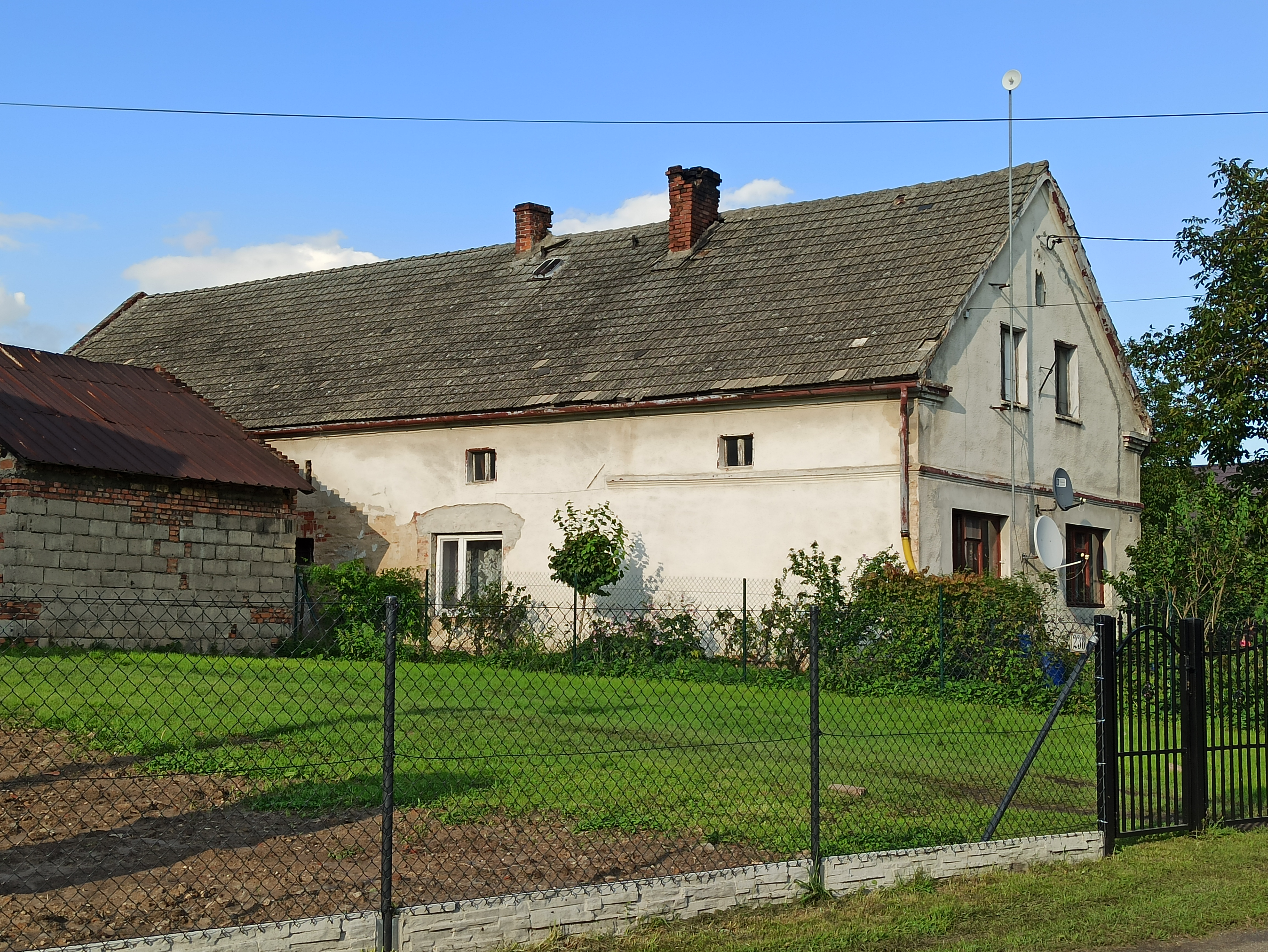
Zagroda nr 237

Do wojewódzkiego rejestru zabytków wpisane są:
- zagroda nr 237 z XIX w.

Zgodnie z gminną ewidencją zabytków we Włócznie chronione są ponadto:
- kaplica przy zagrodzie, nr 213
- dom nr 208
- dom nr 234

## Transport

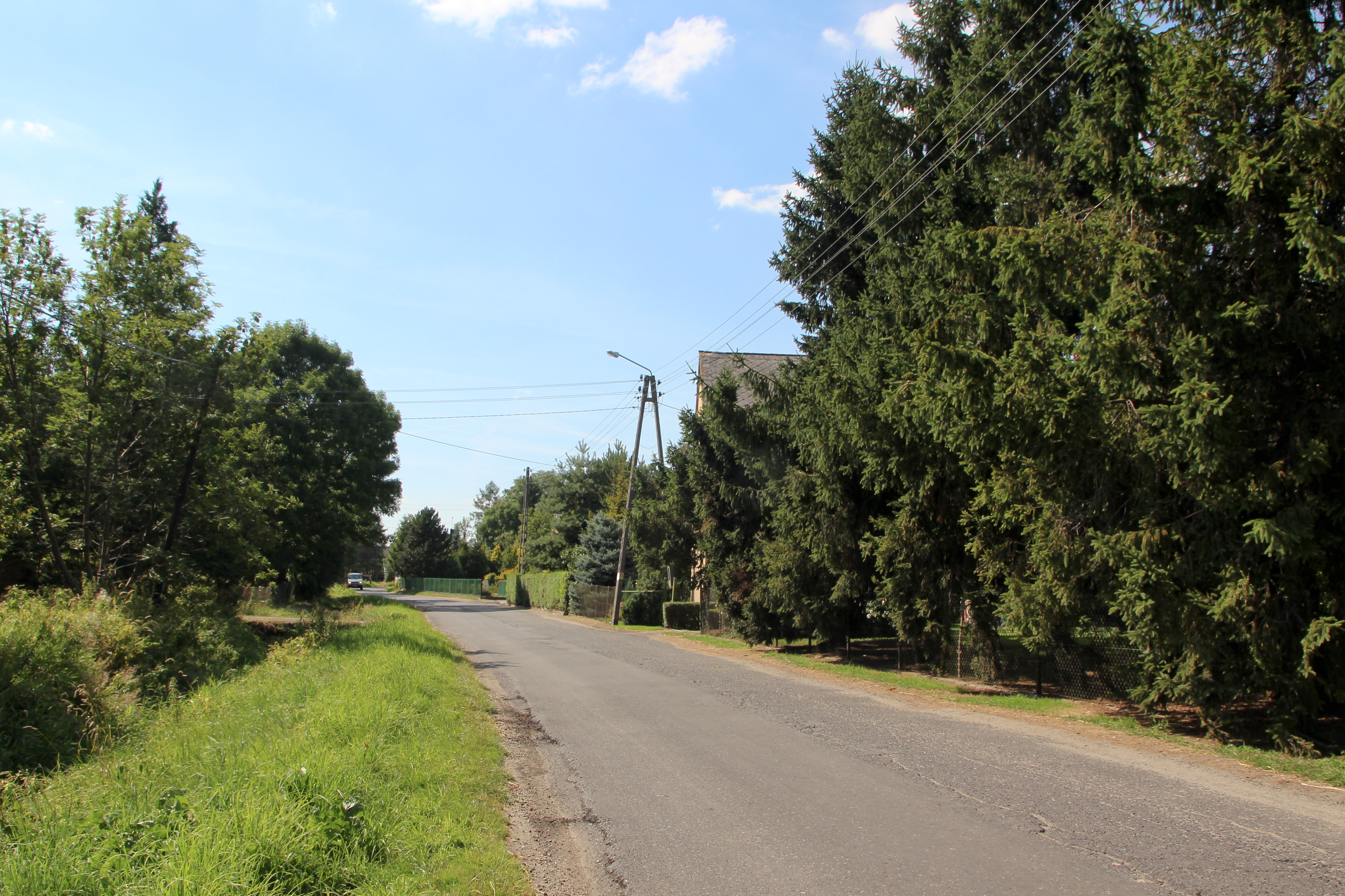
Droga powiatowa nr 1612O

W zarządzie Wydziału Drogownictwa Starostwa Powiatowego w Prudniku znajduje się droga powiatowa nr 1612O relacji Niemysłowice – Włóczno – Szybowice.
Włóczno posiada połączenia autobusowe z Piorunkowicami, Prudnikiem. W miejscowości znajdują się dwa przystanki autobusowe – „Włóczno I”, „Włóczno II”.

## Religia
We Włócznie znajduje się kaplica wzniesiona w 1899 przez rodzinę Hoheisel ze względu na znaczną odległość do kościoła parafialnego w Niemysłowicach. Podczas II wojny światowej uszkodzony został dach kaplicy. Została przekazana parafii Michała Archanioła w Szybowicach. W 1982 nastąpił generalny remont i renowacja kaplicy. Znajduje się w niej obraz Matki Boskiej Częstochowskiej. Ponadto, we wsi zachowały się liczne kapliczki i krzyże zbudowane przez katolików.

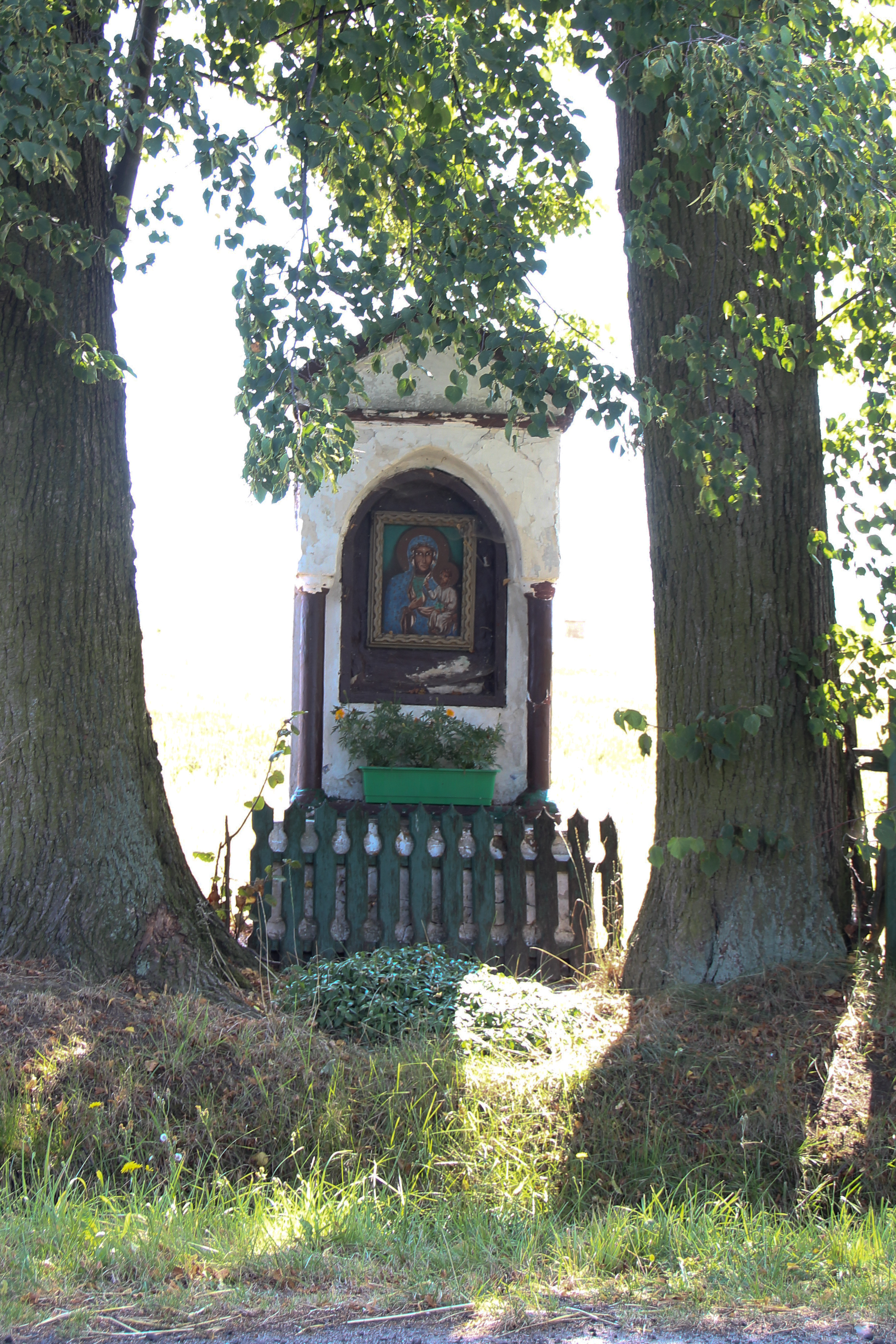
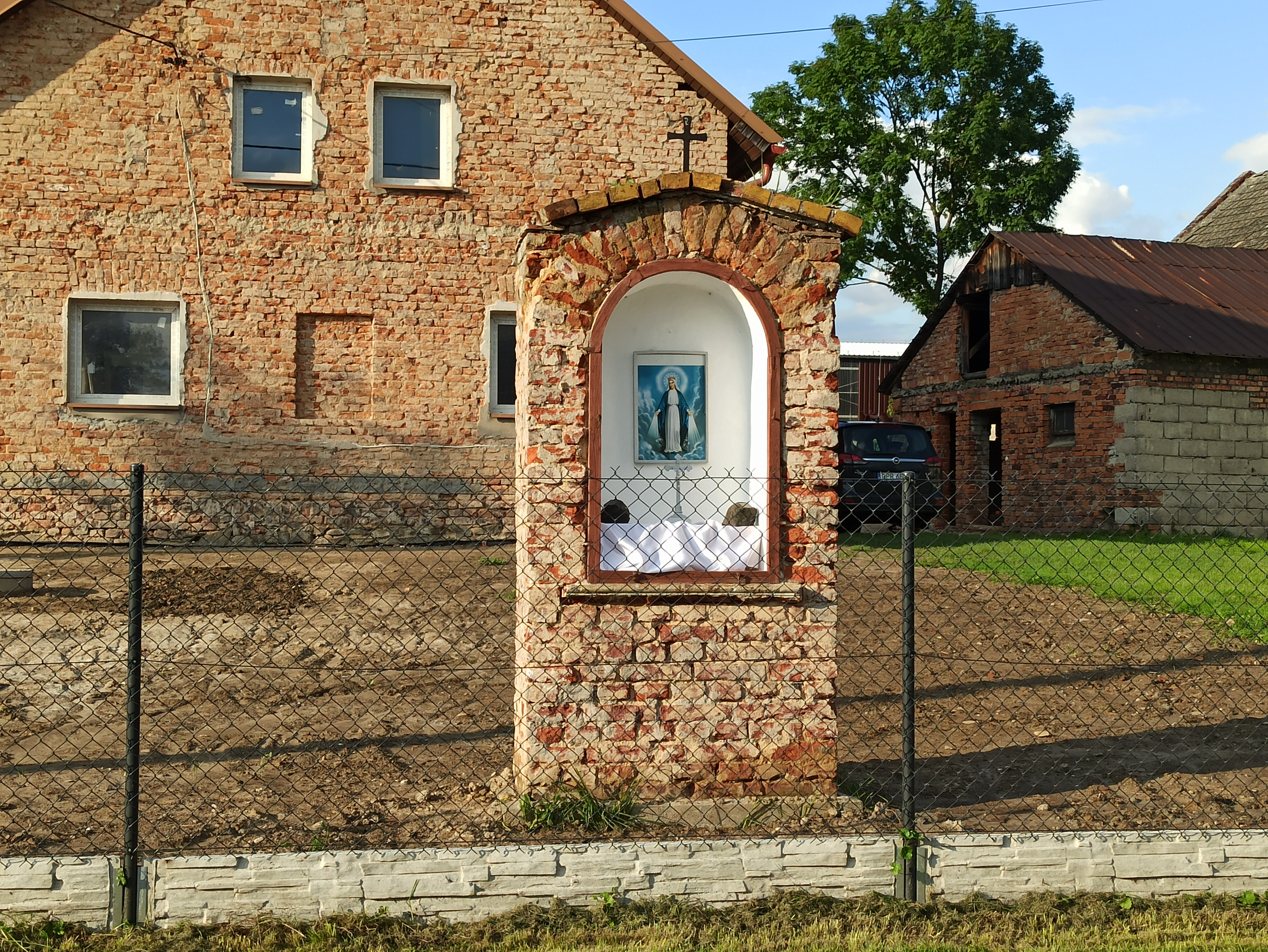